# 시릴 논지
시릴 논지(프랑스어: Cyril Ngonge, 2000년 5월 26일 ~ )는 벨기에의 축구 선수이다. 그의 포지션은 공격수, 공격형 미드필더 또는 윙어로, 현재 이탈리아 세리에 A의 토리노에서 활약하고 있다.

## 클럽 경력
클뤼프 브뤼허 유소년 팀을 졸업한 그는 2018년 12월 2일, 스탕다르 리에주와의 벨기에 프로 리그 경기에서 20분에 엠마누엘 데니스와 교체 투입되어 성인 무대 데뷔전을 치렀다.
2019년 9월 1일, 논지는 2019-20 시즌 용 PSV로 임대되었다.
임대 복귀 후, 그는 네덜란드 에레디비시의 RKC 발베이크와 계약을 맺고 이적했다. 그는 첫 시즌에 주전으로 성장하였고, 2-2로 비긴 페예노르트와의 리그 4번째 경기에서 데뷔골을 기록했다.
2023년 1월 19일, 논지는 이탈리아 세리에 A의 엘라스 베로나와 계약을 맺고 이적했다.
2024년 1월 19일, 논지는 이탈리아의 다른 클럽인 나폴리와 계약을 맺고 이적했다.

## 사생활
논지의 아버지 미셸 논지 역시 프로 축구 선수였으며, 콩고 민주 공화국 축구 국가대표팀 일원이었다.

## 수상 내역
개인
- 세리에 A 이달의 골: 2023년 12월[11]